# Serie A 1973-1974 (rugby a 15)
La serie A 1973-74 fu il 44º campionato nazionale italiano di rugby a 15 di prima divisione.
Si tenne dal 30 settembre 1973 al 21 aprile 1974 tra 12 squadre a girone unico e vide prevalere il Petrarca per la quinta volta, assoluta e consecutiva; per il secondo anno a seguire la squadra padovana vinse per un punto di vantaggio, ma rispetto alla stagione precedente, quando fu il CUS Genova a contendere il titolo, a classificarsi alla piazza d'onore fu L’Aquila.
Frascati e CUS Firenze, appena tornati in serie A, retrocedettero immediatamente.

## Squadre partecipanti
- Amatori Catania
- L’Aquila
- Brescia (sponsorizzata Concordia)
- CUS Firenze
- CUS Genova
- CUS Roma (sponsorizzata Intercontinentale)

- Fiamme Oro (Padova)
- Frascati
- Petrarca
- Rugby Roma (sponsorizzata Algida)
- Rovigo (sponsorizzata Meco)
- Treviso (sponsorizzata Metalcrom)

## Risultati
|       | 1ª/12ª giornata           |       |
| ----- | ------------------------- | ----- |
| 16-19 | Rugby Roma - CUS Roma     | 18-10 |
| 3-9   | Rovigo - L'Aquila         | 7-19  |
| 9-23  | Treviso - Petrarca        | 8-9   |
| 4-20  | Frascati - Fiamme Oro     | 10-16 |
| 40-0  | Brescia - Amatori Catania | 22-14 |
| 10-25 | CUS Firenze - CUS Genova  | 0-20  |
|       |                           |       |

|       | 4ª/15ª giornata            |       |
| ----- | -------------------------- | ----- |
| 10-12 | Fiamme Oro - Rovigo        | 3-3   |
| 18-3  | CUS Roma - CUS Genova      | 10-13 |
| 6-6   | L'Aquila - Petrarca        | 4-6   |
| 20-13 | Treviso - Brescia          | 3-34  |
| 9-14  | Frascati - Amatori Catania | 3-20  |
| 6-25  | CUS Firenze - Rugby Roma   | 3-38  |
|       |                            |       |

|       | 7ª/18ª giornata          |       |
| ----- | ------------------------ | ----- |
| 13-12 | Fiamme Oro - Brescia     | 0-34  |
| 24-9  | Rugby Roma - CUS Genova  | 13-21 |
| 17-7  | Rovigo - Amatori Catania | 4-11  |
| 3-11  | Treviso - CUS Roma       | 12-31 |
| 4-4   | Frascati - Petrarca      | 0-52  |
| 4-13  | CUS Firenze - L'Aquila   | 3-16  |
|       |                          |       |

|       | 10ª/21ª giornata             |      |
| ----- | ---------------------------- | ---- |
| 12-0  | Petrarca - Rugby Roma        | 6-25 |
| 7-7   | Fiamme Oro - Amatori Catania | 3-4  |
| 46-3  | CUS Roma - CUS Firenze       | 16-6 |
| 13-19 | CUS Genova - Brescia         | 6-10 |
| 21-6  | Treviso - Rovigo             | 6-34 |
| 0-15  | Frascati - L'Aquila          | 7-38 |

|       | 2ª/13ª giornata            |       |
| ----- | -------------------------- | ----- |
| 32-7  | L'Aquila - Amatori Catania | 26-4  |
| 19-8  | CUS Roma - Brescia         | 3-16  |
| 10-11 | CUS Genova - Petrarca      | 0-16  |
| 4-9   | Treviso - Rugby Roma       | 12-21 |
| 12-0  | Rovigo - Frascati          | 10-10 |
| 25-12 | Fiamme Oro - CUS Firenze   | 6-3   |
|       |                            |       |

|       | 5ª/16ª giornata            |       |
| ----- | -------------------------- | ----- |
| 16-16 | Rugby Roma - Fiamme Oro    | 15-3  |
| 37-0  | Rovigo - CUS Firenze       | 10-3  |
| 3-4   | Frascati - Treviso         | 0-22  |
| 9-17  | Amatori Catania - CUS Roma | 12-34 |
| 9-13  | Brescia - Petrarca         | 6-14  |
| 4-7   | CUS Genova - L'Aquila      | 14-25 |
|       |                            |       |

|       | 8ª/19ª giornata           |       |
| ----- | ------------------------- | ----- |
| 28-3  | Petrarca - CUS Firenze    | 33-16 |
| 0-3   | CUS Roma - Fiamme Oro     | 11-9  |
| 7-0   | CUS Genova - Frascati     | 0-15  |
| 9-0   | L'Aquila - Rugby Roma     | 22-19 |
| 0-0   | Amatori Catania - Treviso | 9-16  |
| 12-13 | Brescia - Rovigo          | 11-16 |
|       |                           |       |

|       | 11ª/22ª giornata              |       |
| ----- | ----------------------------- | ----- |
| 10-6  | Petrarca - CUS Roma           | 24-4  |
| 23-6  | Rugby Roma - Rovigo           | 13-23 |
| 31-10 | L'Aquila - Fiamme Oro         | 22-12 |
| 34-7  | Treviso - CUS Genova          | 10-42 |
| 29-4  | Brescia - Frascati            | 12-10 |
| 17-6  | CUS Firenze - Amatori Catania | 0-6   |

|       | 3ª/14ª giornata              |       |
| ----- | ---------------------------- | ----- |
| 18-36 | Amatori Catania - CUS Genova | 3-52  |
| 9-6   | Petrarca - Fiamme Oro        | 19-7  |
| 12-15 | Rugby Roma - Frascati        | 17-12 |
| 8-4   | Rovigo - CUS Roma            | 19-0  |
| 3-18  | Brescia - L'Aquila           | 0-33  |
| 4-30  | CUS Firenze - Treviso        | 0-16  |
|       |                              |       |

|       | 6ª/17ª giornata              |      |
| ----- | ---------------------------- | ---- |
| 19-3  | Petrarca - Rovigo            | 6-0  |
| 9-6   | CUS Roma - Frascati          | 8-7  |
| 12-11 | CUS Genova - Fiamme Oro      | 11-8 |
| 21-3  | L'Aquila - Treviso           | 7-13 |
| 4-0   | Amatori Catania - Rugby Roma | 0-66 |
| 27-0  | Brescia - CUS Firenze        | 17-3 |
|       |                              |      |

|       | 9ª/20ª giornata            |       |
| ----- | -------------------------- | ----- |
| 3-17  | Fiamme Oro - Treviso       | 7-4   |
| 17-15 | Rugby Roma - Brescia       | 9-15  |
| 3-18  | Rovigo - CUS Genova        | 10-14 |
| 19-0  | L'Aquila - CUS Roma        | 18-3  |
| 8-16  | Amatori Catania - Petrarca | 4-53  |
| 15-4  | CUS Firenze - Frascati     | 6-31  |

## Classifica
|               |     | Squadra         | G  | V  | N | P  | PF  | PS  | Pt |
| ------------- | --- | --------------- | -- | -- | - | -- | --- | --- | -- |
|               | 1.  | Petrarca        | 22 | 19 | 2 | 1  | 389 | 138 | 40 |
|               | 2.  | L’Aquila        | 22 | 19 | 1 | 2  | 410 | 128 | 39 |
|               | 3.  | Rugby Roma      | 22 | 12 | 1 | 9  | 396 | 242 | 25 |
|               | 4.  | Brescia         | 22 | 12 | 0 | 10 | 364 | 241 | 24 |
|               | 5.  | CUS Genova      | 22 | 12 | 0 | 10 | 337 | 235 | 24 |
|               | 6.  | CUS Roma        | 22 | 12 | 0 | 10 | 279 | 242 | 24 |
|               | 7.  | Rovigo          | 22 | 11 | 2 | 9  | 256 | 219 | 24 |
|               | 8.  | Treviso         | 22 | 10 | 1 | 11 | 267 | 294 | 21 |
|               | 9.  | Fiamme Oro      | 22 | 7  | 3 | 12 | 198 | 268 | 17 |
|               | 10. | Amatori Catania | 22 | 6  | 2 | 14 | 167 | 470 | 14 |
| Retrocessione | 11. | Frascati        | 22 | 3  | 2 | 17 | 154 | 342 | 8  |
| Retrocessione | 12. | CUS Firenze     | 22 | 2  | 0 | 20 | 117 | 475 | 3  |

## Verdetti
- Petrarca: campione d'Italia
- Frascati, CUS Firenze : retrocesse in serie B